# Louis I. Phélypeaux de La Vrillière

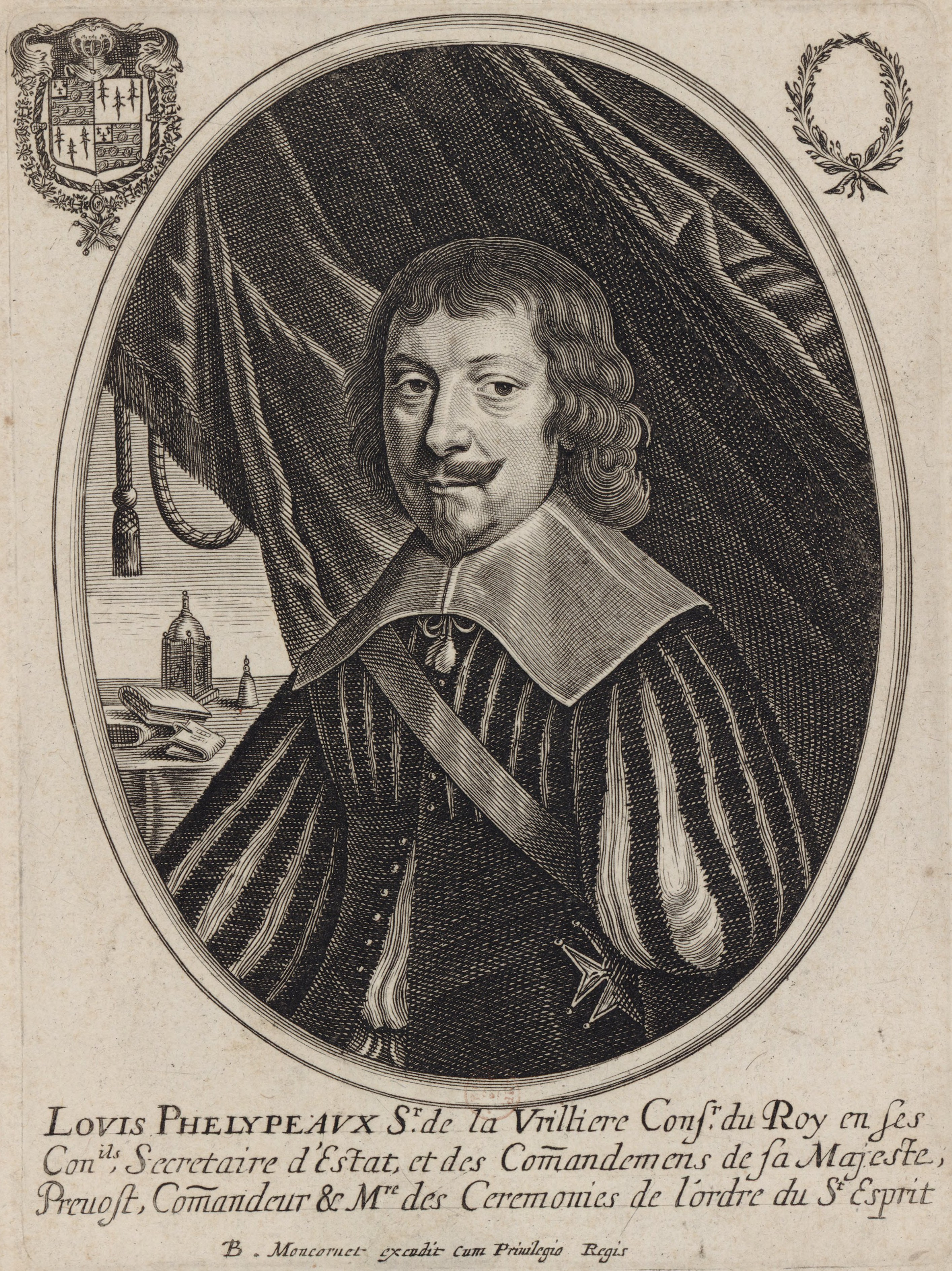
Louis Phélypeaux de La Vrillière, Porträt von Balthasar Moncornet, Bibliothèque nationale de France

Louis Phélypeaux (* 10. April 1599; † 5. Mai 1681 in Bourbonne-les-Bains) war ein französischer Staatsmann.
Er war Chevalier, Seigneur de La Vrillière, Marquis de Châteauneuf et de Tanlay, Baron d’Hervy.

## Leben
Louis Phélypaux de La Vrillière war der Sohn von Raymond Phélypeaux d’Herbault (1560–1629), Seigneur d’Herbault et de La Vrillière, der 1599 Trésorier de l’Épargne wurde, und Claude Gobelin. Am 20. Dezember 1620 wurde er von König Ludwig XIII. zum Conseiller d’État ernannt.
Ab 1621 hatte er ein Liaison mit Marie Charlotte de Balsac (* 1. Mai 1588 in Orléans; † 1664 in Paris), Baronne de Boissy, Saint-Yon, Eglis, Broux, Bréville, Corfou et Chémault, Fille d’honneur der Königin Maria de’ Medici und (1605–1609) Mätresse des Königs Heinrich IV., Tochter von François de Balsac, Seigneur d’Entragues, und Marie Touchet, der Mätresse des Königs Karl IX. (Balzac (Adelsgeschlecht)).
Am 26. Juni 1629, nach dem Tod seines Vaters, wurde er zum Secrétaire d’État ernannt. Allerdings zögerten Louis XIII. und Kardinal Richelieu, ihm die Fortführung aller Ämter seines Vaters zu gewähren. Das wichtigste Amt, die Auswärtigen Angelegenheiten, wurde Claude Bouthillier anvertraut; ihm blieb nur das Amt des Staatssekretärs für die „vorgeblich reformierte Religion“ (Secrétaire d’État aux ceux de la religion prétendue réformée, R.P.R.), d. h. die Beziehungen zu den Protestanten – auf die er tatsächlich keinen Einfluss hatte, da die Politik hierzu direkt vom König und dessen Kardinälen bestimmt wurde. Louis de Phélypeaux behielt jedoch seinen Titel als Staatssekretär sowohl unter Ludwig XIII., der Regentschaft und Ludwig XIV. 52 Jahre lang bis zu seinem Tod.
Von 1634 bis 1640 baute er in Paris das Hôtel de la Vrillière, den heutigen Sitz der Banque de France; in der Galerie dorée diese Palais‘ wurde seine Sammlung italienischer und französischer Gemälde gezeigt.
Vom 1. April 1643 bis 1653 war er mit dem Amt des Commandeur, Prévôt et Maître des cérémonies des Heilig-Geist-Ordens betraut.

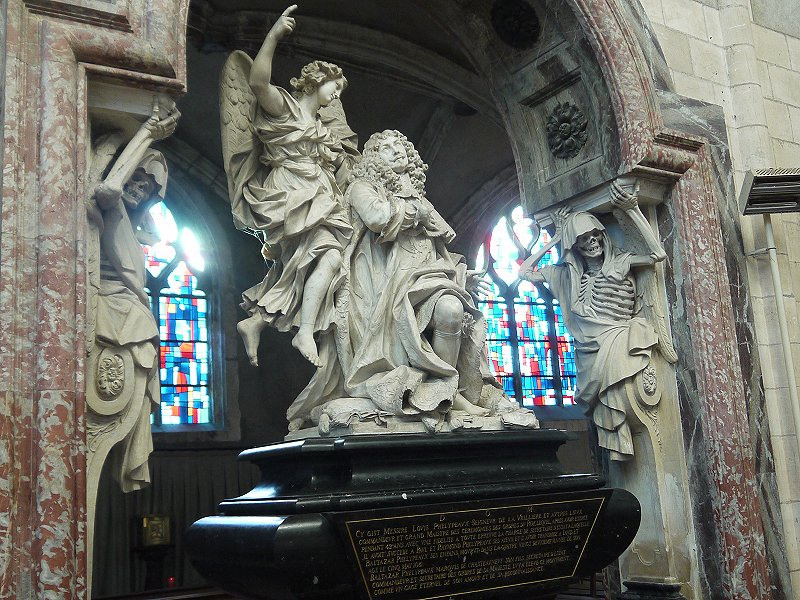
Grabmal von Louis Phélypeaux de La Vrilliére

1678 wurde er zum Marquis de Châteauneuf et de Tanlay ernannt. Er starb am 5. Mai 1681 in Bourbonne-les-Bains und wurde in der Kirche Saint-Martial in Châteauneuf-sur-Loire in einem Barockgrabmal des italienischen Bildhauers Domenico Guidi beigesetzt:

## Ehe und Familie
Per Ehevertrag vom 1. August 1635 heiratete er Marie Particelli († 23. August 1670), die Tochter von Michel Particelli, Seigneur d’Émery et de Thoré, 1647 Surintendant des Finances, und Anne (alias Marie) de Camus; die Braut war mit einer Mitgift von 336.000 Livres ausgestattet. Ihre Kinder sind:
- Louis, 15. April 1654 Secrétaire d’État (en survivance), trat 1669 zurück
- Marie († 15. Februar 1681); ⚭ Jean Claude de Rochechouart de Mortemart († Jan 1672 in Trier), Comte de Tonnay-Charente et de l’Île d’Yeu, Colonel du Régiment de La Marine
- Balthazar (* 1638; † 27. April 1700), Marquis de Tanlay, Châteauneuf, Thorey etc., Seigneur de La Vrillière, Comte de Saint-Florentin, 1669 Secrétaire d’État, 1671 Schriftführer des Ordens vom Heiligen Geist; ⚭ (Ehevertrag 20. Dezember 1670) Marie Marguerite de Fourcy (* 1653; † 9. oder 11.? April 1711), Tochter von Jean de Fourcy, Seigneur de Chessy, Conseiller secrétaire du Grand Conseil, und Marguerite Fleuriau d’Armenonville
- Michel (* 1642; † 28. April 1694), 1664–1676 Bischof von Uzès, ab 1676 Erzbischof von Bourges
- Raymond († 9. August 1692 in Mons an Verletzungen aus der Schlacht bei Steenkerke (3. August)), Comte de Saint-Florentin, Lieutenant Colonel des Régiment Colonel-Général dragons
- Augustin (X 1673 bei Vigo an Bord seines Schiffes), Capitaine de Galère
- Pierre († 1691), Seigneur, dann Baron d’Hervy, Brigadier des armées du Roy, Mestre de camp du Régiment Royal-Dauphin Étranger
- Victor († 18. Dezember 1665), Abt von Saint-Vincent de Nieul-sur-l’Autise, bestattet in der Abtei Sainte-Geneviève
- Agnès (alias Anne, † jung)

Diese Ehe machte Louis Phélypeaux – über die Mitgift hinaus – zum reichen Mann, da er nach dem Tod Michel Particellis (1650), dessen Sohn (1668), seiner Ehefrau (1670) und seiner Schwiegermutter (1678) das Particelli-Vermögen in seiner Hand vereinte.